# Природний комплекс
Приро́дний ко́мплекс (лат. complexus — зв'язок) — система окремих природних об'єктів у їх екологічних взаємозв'язках. Природними комплексами є природа в цілому (довкілля), урочища, ландшафти, екосистеми, біогеоценози тощо.
Найбільшим природним комплексом є географічна оболонка. В її межах виділяють менші природні комплекси — материки та океани. Всередині материків і океанів виділяють менші природні комплекси — природні зони (наприклад, пустеля Сахара на материку Африка). Природними комплексами найменших розмірів є горб, заплава річки, яр тощо.
Розрізняють природні комплекси рівнинного, лісолучного, передгірного, гірського типів.

## негри(правові інститути) природних комплексів
Екологічне право України має окрему підгалузь «Право природних комплексів», яке регулює охорону особливо цінних та унікальних природних комплексів і формування екологічної мережі України. Деякі види природних комплексів мають свій особливий правовий режим, оскільки для їх охорони сформовано окремі правові інститути:
- природно-заповідний фонд України — його охорону регулює Закон України «Про природно-заповідний фонд України» від 16 червня 1992 року;
- курорти — їх охорону регулює Закон України «Про курорти» від 5 жовтня 2000 року;
- рекреаційні зони — їх охорону регулює Закон України «Про охорону навколишнього природного середовища» від 25 червня 1991 року;
- ліси — їх охорону регулює Лісовий кодекс України у редакції від 8 лютого 2006 року;
- ландшафти — їх охорону регулює Європейська ландшафтна конвенція (Флоренція, 20 жовтня 2000 року), ратифікованою Законом України від 7 вересня 2005 року;
- виключна (морська) економічна зона України — її охорону регулює Закон України «Про виключну (морську) економічну зону України» від 16 травня 1995 року;
- науково цінні природні комплекси — їх охорону регулює Закон України «Про наукову і науково-технічну діяльність» у редакції від 1 грудня 1998 року;
- природне урбанізоване середовище — його охорону регулюють Закони України «Про основи містобудування» від 16 листопада 1992 року, «Про планування і забудову територій» від 20 квітня 2000 року, «Про благоустрій населених пунктів» від 6 вересня 2005 року;
- природні комплекси історико-культурної спадщини — їх охорону регулює Закон України «Про охорону культурної спадщини» від 8 червня 2000 року;
- прикордонні природні комплекси — їх охорону регулює Закон України «Про державний кордон України» від 4 листопада 1991 року.

## Особливості правового регулювання
Специфікою правового регулювання охорони природних комплексів є наявність подвійного правового режиму: з одного боку, охорону окремих природних компонентів, що входять до природного комплексу, регулює природоресурсне законодавство (земель — земельне, надр — гірниче, вод — водне тощо), а за іншого боку — спеціальне законодавство про цей природний комплекс, адже охороні підлягають не тільки окремі компоненти, а й екологічні взаємозв'язки між ними, тобто природний комплекс в цілому. Зазвичай, у разі правової колізії, спеціальне законодавство про природний комплекс має переважну правову силу перед законодавством про окремі природні ресурси, що входять до цього природного комплексу.

## Галерея

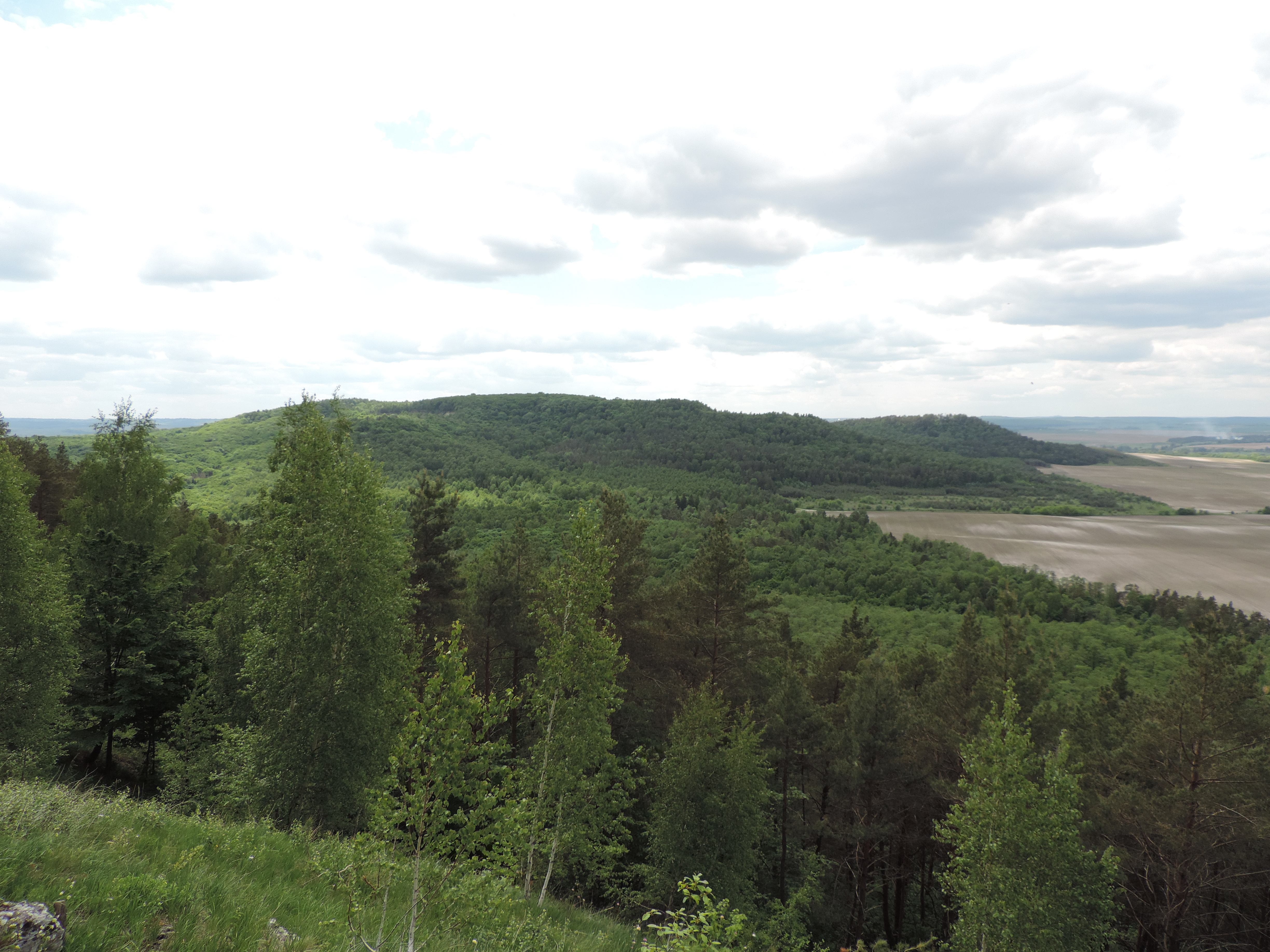
Лісовий природний комплекс, Кременецькі гори
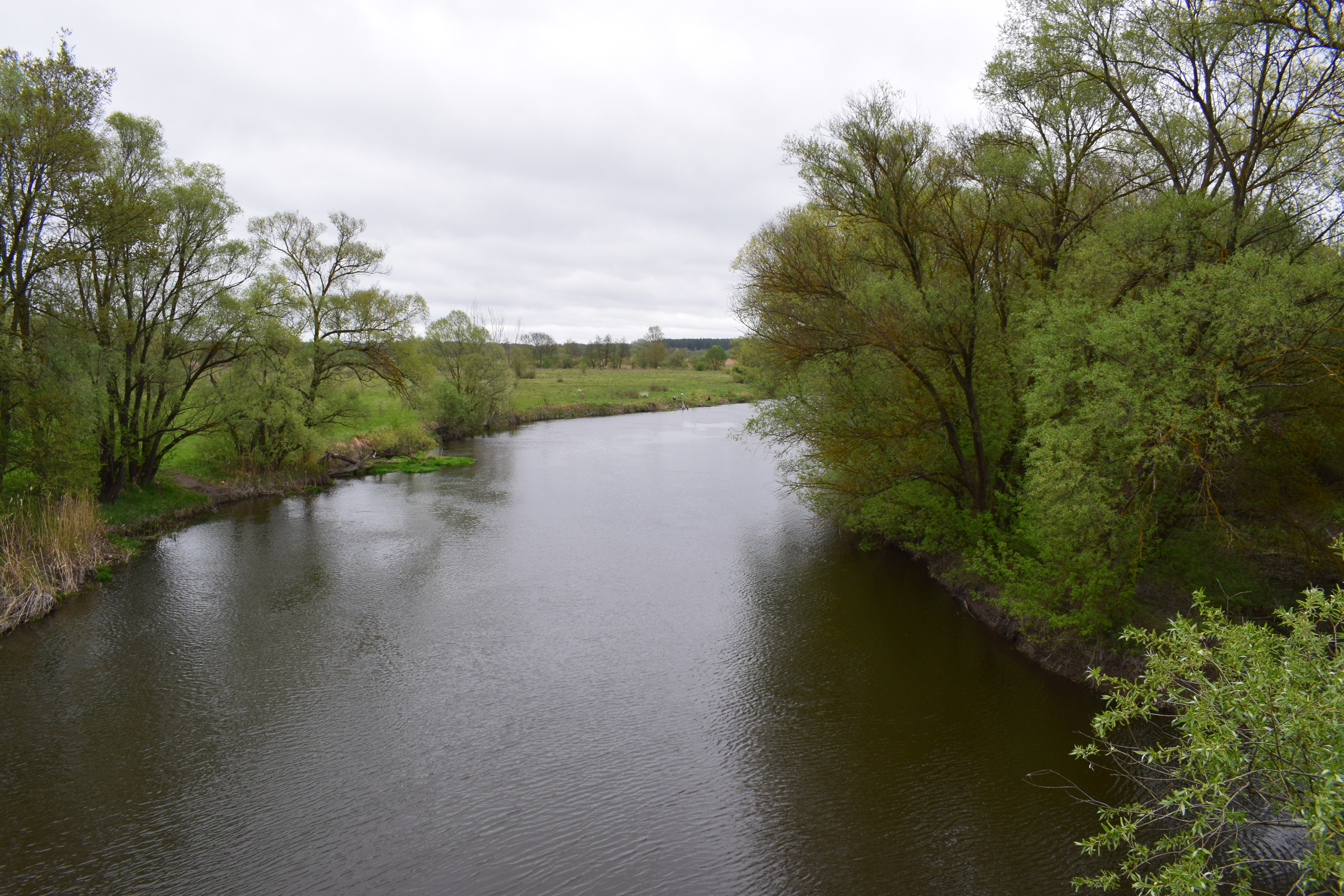
Природний комплекс річки
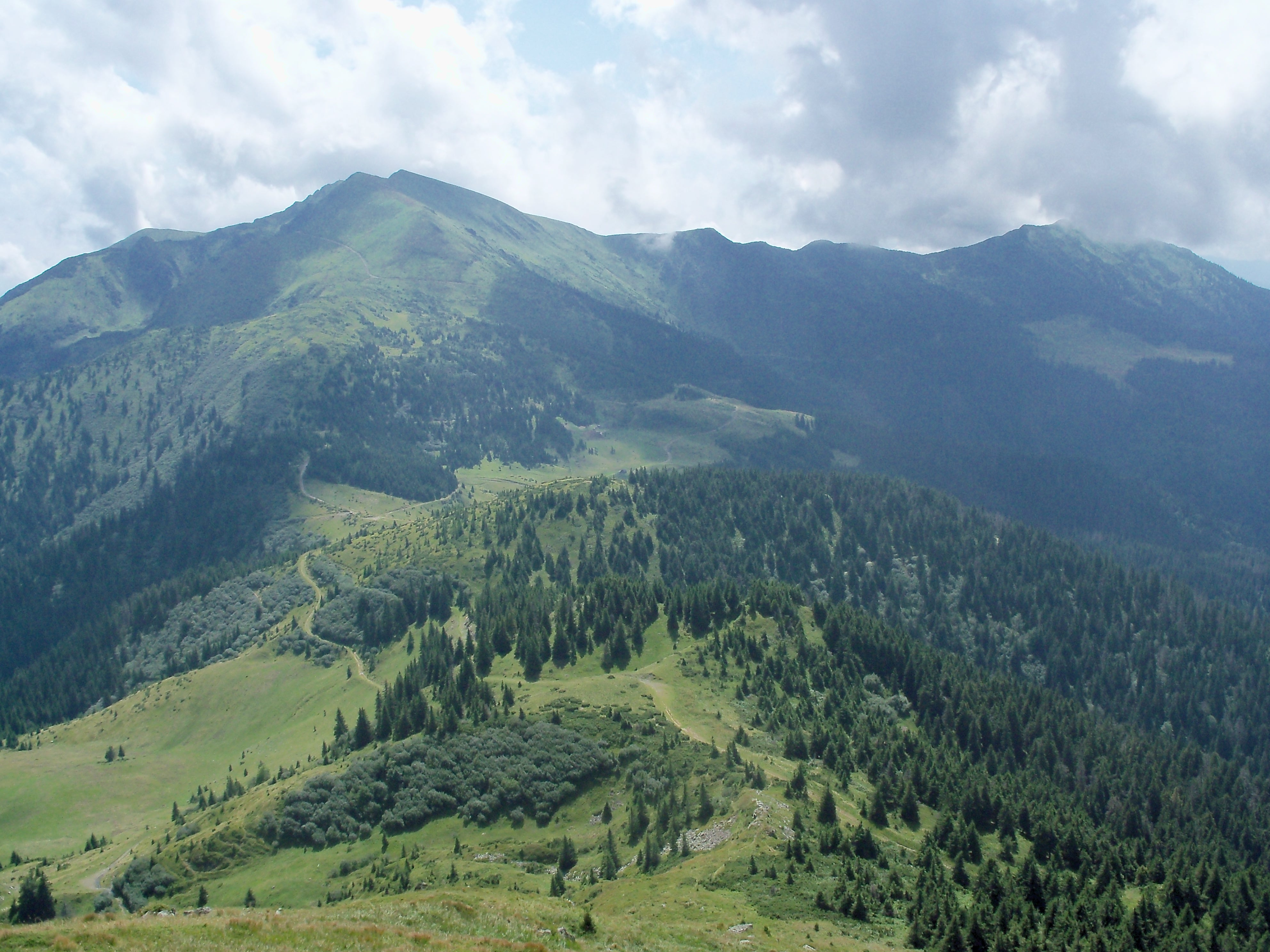
Гірський природний комплекс
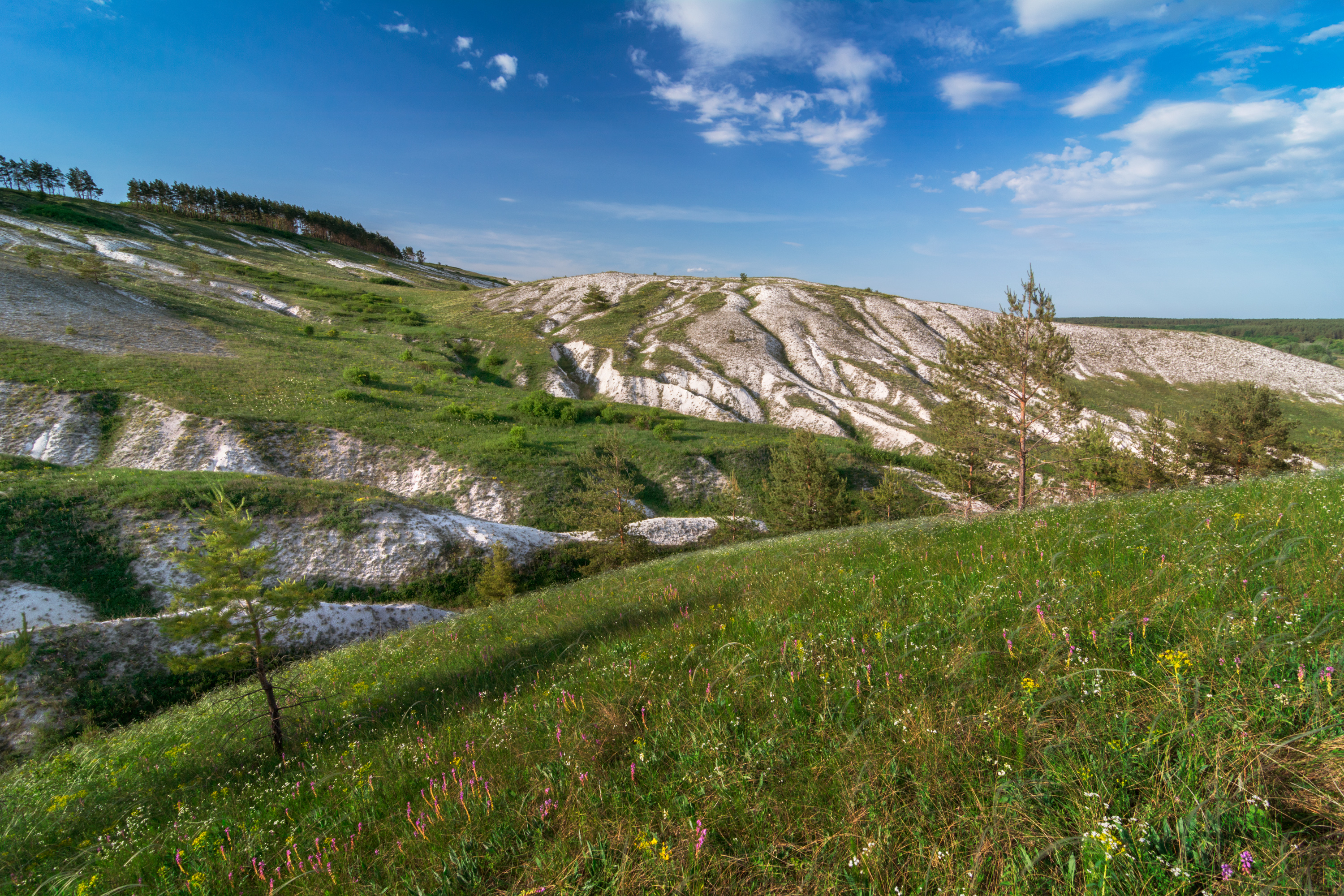
Природний комплекс крейдових гір